# Nikola Radović
Nikola Radović, cyr. Никола Радовић (ur. 10 marca 1933 w Nikšiciu, zm. 28 stycznia 1991 w Kosowskiej Mitrowicy) – jugosłowiański piłkarz występujący podczas kariery zawodniczej na pozycji obrońcy w klubach: BSK Beograd i Hajduk Split oraz w reprezentacji Jugosławii. Uczestnik IO 1956 i mistrzostw świata 1958.
W reprezentacji zadebiutował 28 listopada 1956 roku w meczu z USA (9:1).